# 의사들의 음모
의사들의 음모는 이오시프 스탈린에 의해 만들어진 반유태주의 음모론이다.

## 사건 전개
1952년, 스탈린 앞으로 한 통의 편지가 도착한다. 의사 리디아 티마슈크가 쓴 것으로, 소련의 일부 의사들이 주요 정부 요인들을 살해하려는 음모를 꾸미고 있다는 내용이었다. 4년 전 사망한 한 고위 관직자도 그들이 살해했다는 내용도 담겨 있었다.
이후 스탈린은 MGB 장관에게 의사들에 대한 즉시 체포와 조사를 명령했고, 스탈린의 주치의가 포함된 9명의 의사는 체포되었다. 이후 이들은 스파이가 맞았다고 자백했고, 이후 9명 중 2명이 사망했다.
사건에 연루된 9명 중 6명이 유대인이라는 사실을 알게 된 스탈린은 이후 수백 명의 유대인을 총살하게 된다.

## 언론 반응
1953년 1월, 한 머릿기사가 소련의 신문인 프라우다지의 1면을 장식했다.
의학계 교수들로 구성된 파렴치한 첩자와 암살자들— 1953년 1월, 프라우다지

그것은, 1930년대 스탈린의 대숙청 기간에도 그와 비슷한 내용의 머릿기사가 등장했었다는 사실에 주목한 수백만 시민들에게는 하나의 충격이었다. 신문기사는 그들을 일컬어 '인민 속에 숨겨진 적'이라 묘사했다

## 결론
그러나 이 사건은 스탈린의 자작극이었다. 소련의 지도자로서 암살의 위협을 받던 그는 자신의 절대 권력을 대중에 보여주기 위해 이러한 자작극을 만들었다. 이후 이 사건에 연루되어 수많은 의사들이 죽거나 투옥되었다.
이 사건이 있은지 2개월 후, 스탈린은 자신의 비밀 별장에서 의식을 잃고 쓰러진다. 의사들의 음모 사건으로 인해 스탈린을 치료해줄 의사가 없었고, 스탈린은 적절한 치료를 받지 못한 채 나흘 만에 사망하게 된다.
스탈린의 반유대주의 정책은 그의 집권과 더불어 계속 추진되어 왔다. 1952년에는 25명의 유태인 작가와 지식인이 총살당한 바 있었다. 그런 상황하에서 새로운 유태인 '반란군'의 적발은 곧 1930년대 스탈린에 의한 반유대주의 정책의 반복을 의미했다.